# Rio Hiiragi
Hiiragi Rio (柊木りお, Hiiragi Rio) est une chanteuse et idole japonaise née le 20 décembre 1994 à Chiba au Japon. Ayant fait ses débuts en 2011, elle est produite par l'agence Sunlighting.
Son slogan est « Takama RioRio » (高まりおりお).

## Biographie
Rio Hiiragi entre dans l'agence en juin 2011 ; elle commence sa carrière solo en août 2011.
En janvier 2012, elle est finaliste du 2nd Concours de Moe Queen (萌えクイーンコンテスト). Elle est une ancienne membre de Heart & Cupid. Le groupe d’idoles a sorti son 1er single Diamond Rough en février 2012.
Le premier concert de Riorio s’est déroulé en décembre 2012. Cet événement célébrait son 18e anniversaire.
En janvier 2013, elle a reçu une récompense spéciale des juges pour avoir été finalise du 3e Concours de Moe Queen pour la seconde année consécutive.
Le 1er single solo de Rio Hiiragi Kimagure I Love You sort en janvier 2013.
Elle est devenue Pistacchio Queen (勝ち抜けピスタチーオ) de la 12e génération en avril 2013. Elle remporte également la Compétition Karaoke de Chansons d’Anime held organisée par Luck-you le même mois.
Les 1 000 exemplaires de son deuxième single Aoiro Flavor sont toutes vendues en 29 jours en juillet 2013. Le titre Drawing, issu de ce single, a été la chanson thème du drama Akiba Tekini (アキバ的に).
Hiiragi Rio a participé au projet Allover aux côtés de membres de divers groupes d’idoles au cours de l’été 2013.
Elle apparaît en tant qu’invitée au festival Crazy Kawaii Paris en France en septembre 2013. Peu après, elle se produit à Taïwan en octobre 2013. Hiiragi est nommée représentante de Tokyo lors des U.M.U Award 2013 en décembre 2013.
L'année suivante, elle atteint la 4e place du Solo Queen Contest en mars 2014. Hiiragi participe à Japan Expo 2014 à Paris Nord Villepinte, en France, en juillet 2014.
Riorio a fait ses débuts en major avec le single Kimagure I Love You ~Watashi wo Mitsukete~ en avril 2015.
Hiiragi se produit à nouveau à Japan Expo 2015 en France du 2 au 5 juillet suivant, ainsi qu'a la soirée "Kampai Night" organisée au Club 79 dans le 8º arrondissement de paris le 4 juillet.

## Discographie

### Singles
Indies
1. 13 janvier 2013 : Kimagure I Love You (キマグレI love you?)
2. 26 juin 2013 : Aoiro Flavor (青色Flavor?)
3. 20 décembre 2013 : Dear...
4. 27 août 2014 : Rinne no Koi (輪廻の恋?)

Major
1. 1er avril 2015 : Kimagure I Love You ~Watashi wo Mitsukete~ (キマグレ I love you ～ワタシを見つけて～?)
2. 6 avril 2016 : BANZAI! BANZAI!